# Synodontis omias
Synodontis omias är en afrikansk, afrotropisk fiskart i ordningen Malartade fiskar som förekommer i Guinea, Mali, Niger och Nigeria. Den är främst nattaktiv. Den kan bli upp till 43 cm och blir lite drygt åtta år gammal.
Arten vistas i insjöar och vattendrag och den utför inga vandringar. Det finns inga extra hår vid skäggtömmen. Arten har en taggstråle i ryggfenan och inga taggstrålar i analfenan. Exemplar som förvarades en längre tid i alkohol var ljusbruna. Under parningstiden bildas monogama par.
Beståndet påverkas av nya dammbyggnader. Några populationer som räknas till denna art tillhör kanske Synodontis budgetti. Hela populationen anses vara stor. IUCN listar arten som livskraftig (LC).